# 1441
Il 1441 (MCDXLI in numeri romani) è un anno  del XV secolo.

## Eventi
- Viene fondato il King's College dell'Università di Cambridge.
- Leon Battista Alberti promuove a Firenze il Certame coronario, un cimento poetico in volgare toscano con tema sull'amicizia. Sempre in quest'anno L.B. Alberti conclude la sua opera più conosciuta Della famiglia la quale, nell'idea dell'autore, vuole promuovere il nucleo familiare come il modello per la vita civile di ogni cittadino equilibrato.
- 20 novembre - Pace di Cremona fra Milano e Venezia.

Venezia ottiene Peschiera, Legnago e Ravenna da Milano.
- Papa Eugenio IV cede Sansepolcro alla repubblica di Firenze.
- Viene servito il primo torrone al matrimonio tra Francesco Sforza e Bianca Maria Visconti.
- Carlo VII di Francia strappa agli Inglesi la Champagne-Ardenne.

## Nati
- 9 febbraio - Ali-Shir Nava'i, poeta, scrittore e linguista turco († 1501)
- 24 marzo - Ernesto di Sassonia, principe tedesco († 1486)
- 25 giugno - Federico I Gonzaga, marchese italiano († 1484)
- 9 agosto - Danjong di Joseon, re coreano († 1457)
- 9 ottobre - Ulrich Fugger il Vecchio, banchiere e mercante tedesco († 1510)
- 30 ottobre - Pietro Marso, filologo e oratore italiano († 1511)
- 11 novembre - Carlotta di Savoia, principessa († 1483)
- Pietro d'Arbués, religioso spagnolo († 1485)
- Pietro Barozzi, vescovo cattolico e umanista italiano († 1507)
- Bulgarino Bulgarini, giurista e diplomatico italiano († 1497)
- Juan Castellar y de Borja, cardinale e arcivescovo cattolico spagnolo († 1505)
- Elisabetta di Celje, nobildonna ungherese († 1455)
- Gian Luigi Fieschi, politico italiano († 1508)
- Magnus II di Meclemburgo-Schwerin, duca († 1503)
- Giampaolo Manfrone, condottiero italiano († 1527)
- Matteo Maria Boiardo, poeta e letterato italiano († 1494)
- Antonio de Nebrija, umanista, pedagogo e grammatico spagnolo († 1522)
- Antonio Pallavicini Gentili, cardinale e vescovo cattolico italiano († 1507)
- Martín Alonso Pinzón, navigatore e esploratore spagnolo († 1493)
- Farrukh Yassar, sovrano azero († 1500)

## Morti
- 5 gennaio - Giovanni II di Lussemburgo-Ligny, nobile francese (n. 1392)
- 7 gennaio - Paolo della Scala, nobile italiano
- 2 febbraio - Margherita di Borgogna (n. 1393)
- 28 febbraio - Guglielmo Cavalcabò, condottiero italiano
- 8 marzo - Margherita di Borgogna, principessa (n. 1374)
- 11 marzo - Giovanni Raimondo Folch I de Cardona, nobile (n. 1375)
- 3 aprile - Bianca di Navarra, regina (n. 1387)
- 16 aprile - Floriano Sampieri, giurista italiano (n. 1360)
- 17 aprile - Pandolfo Malatesta, arcivescovo cattolico italiano (n. 1390)
- 14 giugno - Corrado III Trinci, condottiero italiano
- 22 giugno - Paolo di Castro, giurista italiano (n. 1360)
- 9 luglio - Jan van Eyck, pittore fiammingo
- 12 luglio - Ashikaga Yoshinori, militare giapponese (n. 1394)
- 12 luglio - Philippe de Coëtquis, cardinale e arcivescovo cattolico francese (n. 1376)
- 6 settembre - Baldaccio d'Anghiari, condottiero italiano
- 7 dicembre - Bartolomeo di Fruosino, pittore e miniatore italiano
- 26 dicembre - Niccolò III d'Este, marchese (n. 1383)
- 27 dicembre - Jacopo II Appiano, nobile (n. 1399)
- Antonio II Acciaiuoli, nobile italiano
- Leonardo Alighieri, nobile e politico italiano (n. 1395)
- Antonio Cermisone, medico italiano
- Marino Contarini, mercante e politico italiano (n. 1385)
- Pietro Gonnella, giullare italiano
- Giacomo Gonzaga, nobile italiano
- Piero di Luigi Guicciardini, politico italiano (n. 1376)
- Antonio Loschi, umanista italiano
- Ludovico Racaniello, mercenario e condottiero italiano (n. 1352)
- John Radcliffe, cavaliere medievale inglese
- Ruggero Cane Ranieri, condottiero italiano
- Paul von Rusdorf, tedesco
- Lancillotto Visconti, nobiluomo italiano
- Ardizzone da Carrara, condottiero italiano

## Calendario
| Calendario 1441 | Calendario 1441 | Calendario 1441 | Calendario 1441 | Calendario 1441 | Calendario 1441 | Calendario 1441 | Calendario 1441 | Calendario 1441 | Calendario 1441 | Calendario 1441 | Calendario 1441 | Calendario 1441 | Calendario 1441 | Calendario 1441 | Calendario 1441 | Calendario 1441 | Calendario 1441 | Calendario 1441 | Calendario 1441 | Calendario 1441 | Calendario 1441 | Calendario 1441 | Calendario 1441 | Calendario 1441 | Calendario 1441 | Calendario 1441 | Calendario 1441 | Calendario 1441 | Calendario 1441 | Calendario 1441 | Calendario 1441 | Calendario 1441 |
| --------------- | --------------- | --------------- | --------------- | --------------- | --------------- | --------------- | --------------- | --------------- | --------------- | --------------- | --------------- | --------------- | --------------- | --------------- | --------------- | --------------- | --------------- | --------------- | --------------- | --------------- | --------------- | --------------- | --------------- | --------------- | --------------- | --------------- | --------------- | --------------- | --------------- | --------------- | --------------- | --------------- |
|                 | 1               | 2               | 3               | 4               | 5               | 6               | 7               | 8               | 9               | 10              | 11              | 12              | 13              | 14              | 15              | 16              | 17              | 18              | 19              | 20              | 21              | 22              | 23              | 24              | 25              | 26              | 27              | 28              | 29              | 30              | 31              |                 |
| Gennaio         | Do              | Lu              | Ma              | Me              | Gi              | Ve              | Sa              | Do              | Lu              | Ma              | Me              | Gi              | Ve              | Sa              | Do              | Lu              | Ma              | Me              | Gi              | Ve              | Sa              | Do              | Lu              | Ma              | Me              | Gi              | Ve              | Sa              | Do              | Lu              | Ma              |                 |
| Febbraio        | Me              | Gi              | Ve              | Sa              | Do              | Lu              | Ma              | Me              | Gi              | Ve              | Sa              | Do              | Lu              | Ma              | Me              | Gi              | Ve              | Sa              | Do              | Lu              | Ma              | Me              | Gi              | Ve              | Sa              | Do              | Lu              | Ma              |                 |                 |                 |                 |
| Marzo           | Me              | Gi              | Ve              | Sa              | Do              | Lu              | Ma              | Me              | Gi              | Ve              | Sa              | Do              | Lu              | Ma              | Me              | Gi              | Ve              | Sa              | Do              | Lu              | Ma              | Me              | Gi              | Ve              | Sa              | Do              | Lu              | Ma              | Me              | Gi              | Ve              |                 |
| Aprile          | Sa              | Do              | Lu              | Ma              | Me              | Gi              | Ve              | Sa              | Do              | Lu              | Ma              | Me              | Gi              | Ve              | Sa              | Do              | Lu              | Ma              | Me              | Gi              | Ve              | Sa              | Do              | Lu              | Ma              | Me              | Gi              | Ve              | Sa              | Do              |                 |                 |
| Maggio          | Lu              | Ma              | Me              | Gi              | Ve              | Sa              | Do              | Lu              | Ma              | Me              | Gi              | Ve              | Sa              | Do              | Lu              | Ma              | Me              | Gi              | Ve              | Sa              | Do              | Lu              | Ma              | Me              | Gi              | Ve              | Sa              | Do              | Lu              | Ma              | Me              |                 |
| Giugno          | Gi              | Ve              | Sa              | Do              | Lu              | Ma              | Me              | Gi              | Ve              | Sa              | Do              | Lu              | Ma              | Me              | Gi              | Ve              | Sa              | Do              | Lu              | Ma              | Me              | Gi              | Ve              | Sa              | Do              | Lu              | Ma              | Me              | Gi              | Ve              |                 |                 |
| Luglio          | Sa              | Do              | Lu              | Ma              | Me              | Gi              | Ve              | Sa              | Do              | Lu              | Ma              | Me              | Gi              | Ve              | Sa              | Do              | Lu              | Ma              | Me              | Gi              | Ve              | Sa              | Do              | Lu              | Ma              | Me              | Gi              | Ve              | Sa              | Do              | Lu              |                 |
| Agosto          | Ma              | Me              | Gi              | Ve              | Sa              | Do              | Lu              | Ma              | Me              | Gi              | Ve              | Sa              | Do              | Lu              | Ma              | Me              | Gi              | Ve              | Sa              | Do              | Lu              | Ma              | Me              | Gi              | Ve              | Sa              | Do              | Lu              | Ma              | Me              | Gi              |                 |
| Settembre       | Ve              | Sa              | Do              | Lu              | Ma              | Me              | Gi              | Ve              | Sa              | Do              | Lu              | Ma              | Me              | Gi              | Ve              | Sa              | Do              | Lu              | Ma              | Me              | Gi              | Ve              | Sa              | Do              | Lu              | Ma              | Me              | Gi              | Ve              | Sa              |                 |                 |
| Ottobre         | Do              | Lu              | Ma              | Me              | Gi              | Ve              | Sa              | Do              | Lu              | Ma              | Me              | Gi              | Ve              | Sa              | Do              | Lu              | Ma              | Me              | Gi              | Ve              | Sa              | Do              | Lu              | Ma              | Me              | Gi              | Ve              | Sa              | Do              | Lu              | Ma              |                 |
| Novembre        | Me              | Gi              | Ve              | Sa              | Do              | Lu              | Ma              | Me              | Gi              | Ve              | Sa              | Do              | Lu              | Ma              | Me              | Gi              | Ve              | Sa              | Do              | Lu              | Ma              | Me              | Gi              | Ve              | Sa              | Do              | Lu              | Ma              | Me              | Gi              |                 |                 |
| Dicembre        | Ve              | Sa              | Do              | Lu              | Ma              | Me              | Gi              | Ve              | Sa              | Do              | Lu              | Ma              | Me              | Gi              | Ve              | Sa              | Do              | Lu              | Ma              | Me              | Gi              | Ve              | Sa              | Do              | Lu              | Ma              | Me              | Gi              | Ve              | Sa              | Do              |                 |